# De geboorte van Christus (Keulen)
De geboorte van Christus (Duits: Die Geburt Christi) is een 16e-eeuws schilderij in het Wallraf-Richartz-Museum in Keulen. Het is geschilderd in de stijl van de Zuid-Nederlandse schilder Jheronimus Bosch, maar kunsthistorici zijn het er niet over eens of het hier gaat om een kopie naar een verloren gegaan werk van de Bossche schilder of om het werk van een navolger.

## Voorstelling
Het stelt de geboorte van Jezus voor, waarbij de meest belangrijke figuren, Jozef en Maria, gegroepeerd zijn rondom het Christuskind, dat gelegen is in een stenen kribbe. Vanachter een gordijn kijkt een figuur toe, die een staf vasthoudt. Ook de os en de ezel ontbreken niet. Deze deden pas in de late middeleeuwen hun intrede in dit soort voorstellingen, en zijn ontleend aan reliegieuze geschriften als de Meditationes vitae Christi, waarin verteld wordt hoe een os en een ezel het Jezuskind warm hielden. De schilder versterkt de barre, winterse omstandigheden verder door het geheel in een kaal landschap te plaatsen met rechts een ekster en links twee figuren die zich warmen aan een open vuur. Rechtsboven verkondigt een engel de geboorte van Christus aan een eenzame herder.

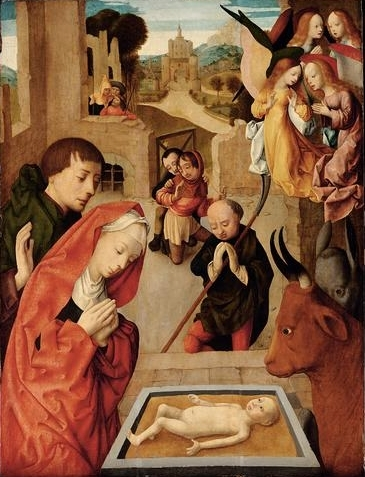
Meester van de Virgo inter Virgines. De geboorte van Christus. Ca. 1500. Wenen, Kunsthistorisches Museum.

De belangrijkste figuren op het werk zijn ten halve lijve afgebeeld, dat wil zeggen dat alleen hun bovenlijf zichtbaar is. In oudere voorstellingen van de Geboorte, bijvoorbeeld die van de Meester van de Virgo inter Virgines in het Kunsthistorisches Museum in Wenen, is dit niet het geval. De vogel rechtsboven werd door Bosch-kenner Charles de Tolnay herkend als ekster. Op de Aanbidding der Koningen (ooit aan Bosch toegeschreven) komt ook een ekster voor. Deze staat volgens De Tolnay symbool voor nieuwsgierigheid en geklets.
In de kribbe liggen rondom het Christuskind enkele korenhalmen. Deze hebben mogelijk dezelfde betekenis als de korenhalmen op Hugo van der Goes' Portinari-altaar in de Uffizi in Florence, namelijk een toespeling op de betekenis van de naam Bethlehem (broodhuis) en het verhaal van Boaz en de arenlezende Ruth.

## Datering en toeschrijving
Lange tijd ging men er op grond van stilistische kenmerken van uit dat het hier ging om een authentiek werk van Jheronimus Bosch uit omstreeks 1485. Charles de Tolnay, bijvoorbeeld, wees op overeenkomsten met de Doornenkroning in de National Gallery in Londen, maar ging er wel van uit dat het werk voltooid werd door een andere meester. De Duitse kunsthistoricus Max Friedländer was iets voorzichtiger en omschreef het als ‘not quite convincing as original’ (niet erg overtuigend als origineel). Dendrochronologisch onderzoek heeft inmiddels aangetoond dat het werk op zijn vroegst pas omstreeks 1568 kan zijn ontstaan. Het kan hier dus gaan om een kopie naar een verloren gegaan werk van Bosch, hoewel dit, bij gebrek aan een origineel, niet te bewijzen is. Meer recente kunsthistorici zijn dan ook voorzichtiger en zijn van mening dat het hier niet gaat om een compositie van Bosch, maar dat het werk gedeeltelijk ontleend is aan het midden- en linkerpaneel van zijn Driekoningen-drieluik in Madrid.

## Overige versies

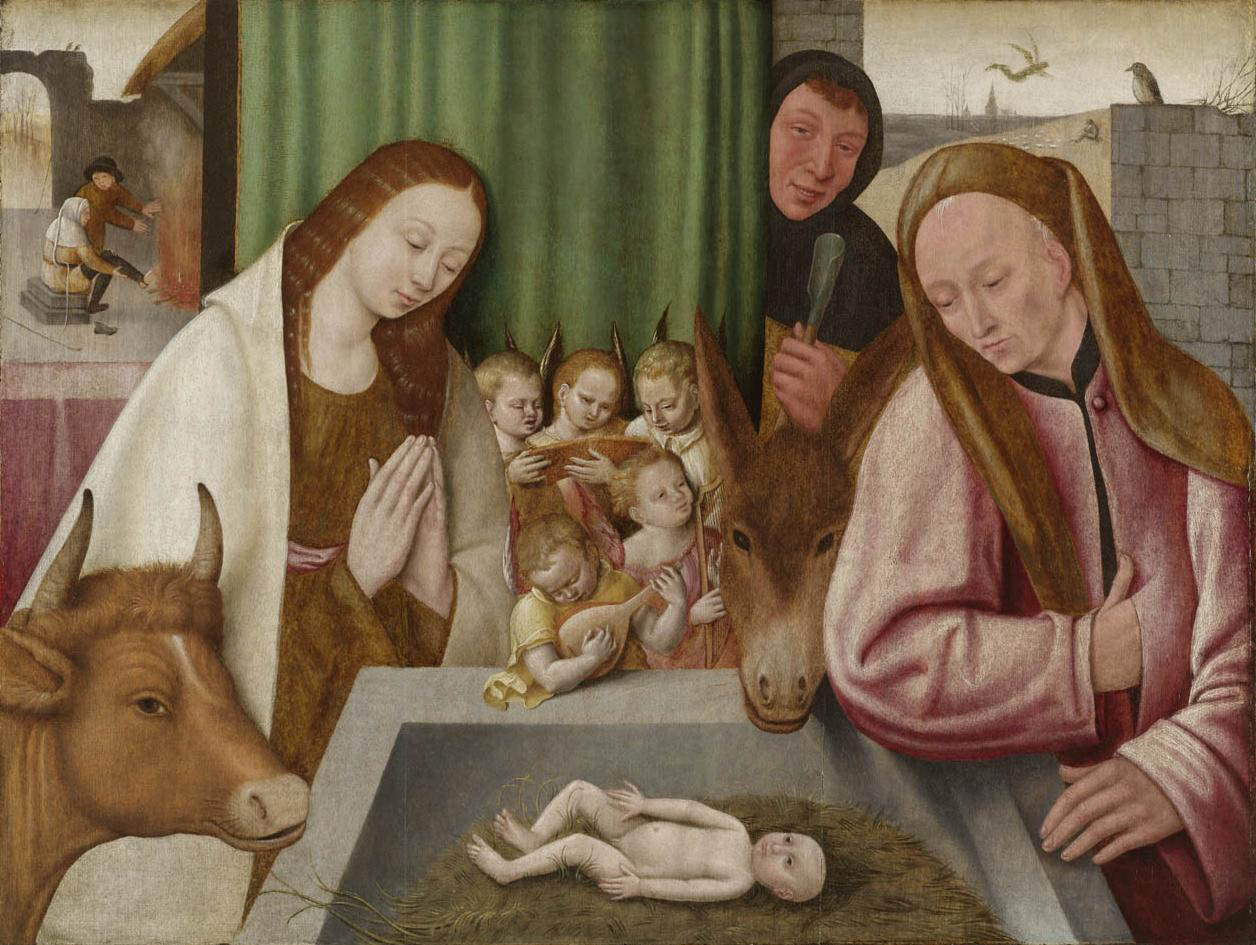
Naar Jheronimus Bosch. De aanbidding van het kind. 2e helft 16e eeuw. 's-Hertogenbosch, Noordbrabants Museum.

Van het werk bestaan minstens drie andere versies, één in de Koninklijke Musea voor Schone Kunsten van België in Brussel (zie De geboorte van Christus (Brussel)), één in Huis Bergh in 's-Heerenberg en één in het Noordbrabants Museum in 's-Hertogenbosch. De exemplaren in Brussel en 's-Heerenberg zijn getrouwe kopieën, van enigszins mindere kwaliteit. Het exemplaar in 's-Hertogenbosch is een wat vrijere kopie. Dit werk is een stuk breder, zodat de kopiist hier een groep engelen heeft kunnen toegevoegen. Dit soort engelen komen ook voor op voorstellingen van De Geboorte van Hugo van der Goes en de Meester van de Virgo inter Virgines uit het einde van de 15e eeuw. Lange tijd ging men ervan uit dat het exemplaar in Keulen het origineel van Bosch was en de overigen kopieën. Technisch onderzoek heeft echter aangetoond dat ook het exemplaar in Keulen van na zijn dood stamt. Dit betekent dat het origineel vermoedelijk verloren is gegaan.

## Herkomst
Het werk maakte waarschijnlijk deel uit van de verzameling die Ferdinand Franz Wallraf in 1824 aan de stad Keulen naliet.

## Tentoonstellingen
De geboorte van Christus maakte deel uit van de volgende tentoonstellingen:
- Jeroen Bosch, Noord-Nederlandsche primitieven, Museum Boymans, Rotterdam, 10 juli-15 oktober 1936, cat. 62.
- Jheronimus Bosch, 17 september-15 november 1967, Noordbrabants Museum, 's-Hertogenbosch, cat. 10, p. 82 (als kopie naar Jheronimus Bosch of eigenhandig werk van Jheronimus Bosch, Aanbidding van het Kind, 105 × 84 cm [sic]).